# 佟兆元
佟兆元（1881年—1948年12月）字德一，满洲镶黄旗人，遼寧撫順人，中华民国政治人物。

## 生平
佟兆元自奉天高等師範學校毕业。歷任撫順縣勸學所所長，简易師範學校校長，奉天農林學校教務長，奉天臨時省議會議員。1913年，出任奉天省議會議長。1915年，出任巡按使署教育顧問，興綏鹽務局局長。1917年，出任奉天督軍署顧問，後来又担任鴨绿江采木公司理事長。1920年，出任奉天純益繅織公司總經理。1921年，署理奉天特派交涉員。1927年7月，任奉天遼瀋道尹兼营口交涉员。
1931年九一八事变后，迁居天津。起初佟家住在天津睦南道，和张学良之弟张学铭对门，两家常有来往。在天津时，佟兆元曾与别人合股在中原公司做生意，但因受日货冲击，本钱赔光，此后仍在家赋闲。1930年代，佟兆元在天津常德道盖起平和里一号到五号的房屋，后来佟家住进其中一栋小楼（如今为常德道64号），平和里其他房屋被佟家出租。
第二次国共内战时期，佟兆元的外甥唐泽遥要去延安，佟兆元便资助其前往。当时到延安的交通被封锁，佟兆元通过东北军的关系将唐泽遥送到延安。唐泽遥抵达延安后不久，就帮助中国共产党和佟兆元取得联系，此后佟家成为中共天津地下党活动的掩护处。当时延安常需药品，为免引起注意，乃分批零散购入，存在佟家。有时佟兆元也亲自买盘尼西林等紧俏药品。此外，佟兆元还帮中国共产党筹措了不少经费。
1948年12月，佟兆元病逝。佟兆元生前和身后，佟兆元的家人支持中国共产党的活动。中国人民解放军占领天津前夕，冀中游击队队长杨天成在佟家住过很长时间。几名隐藏在宪兵队的中共地下党，也在中国人民解放军占领天津前的一晚，将一些枪支藏至佟家。

## 家庭
佟兆元是抚顺佟氏第十七世。佟氏为满族，清朝出过多位皇后，其中包括康熙帝的母亲孝康章皇后（佟国维之姊）。佟氏的佟养真、佟养性、佟国纲、佟国维、隆科多等人都是清朝重臣。佟氏在清朝出过的官员很多，史称“佟半朝”。佟兆元的部分亲属是：
- 次子：佟鼎勋
- 长孙：佟阜功[3]